# Тупали
Ту́пали — село в Україні, у Луківській селищній громаді Ковельського району Волинської області. Населення становить 187 осіб.
До 23 грудня 2016 року село належало до Миляновичівської сільської ради.

## Історія
У 1906 році село Старокошарської волості Ковельського повіту Волинської губернії. Відстань від повітового міста 17 верст, від волості 6. Дворів 64, мешканців 374.
Після ліквідації Турійського району 19 липня 2020 року село увійшло до Ковельського району.

## Населення
Згідно з переписом УРСР 1989 року чисельність наявного населення села становила 228 осіб, з яких 99 чоловіків та 129 жінок.
За переписом населення України 2001 року в селі мешкало 187 осіб.

### Мова
Розподіл населення за рідною мовою за даними перепису 2001 року:
| Мова       | Відсоток |
| ---------- | -------- |
| українська | 99,47 %  |
| російська  | 0,53 %   |

## Галерея

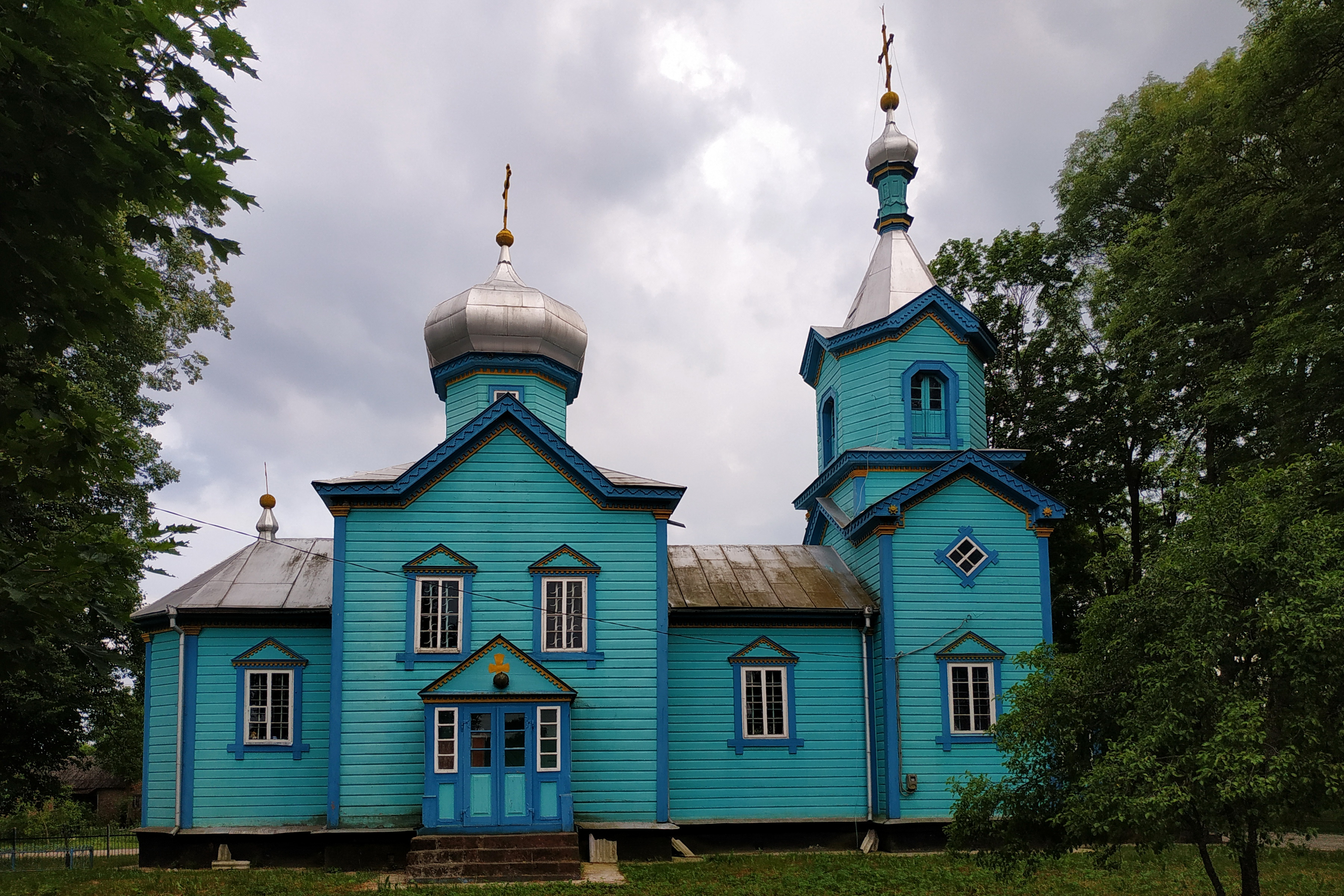
Михайлівська церква (дер.) (1889 рік) - вигляд з півночі
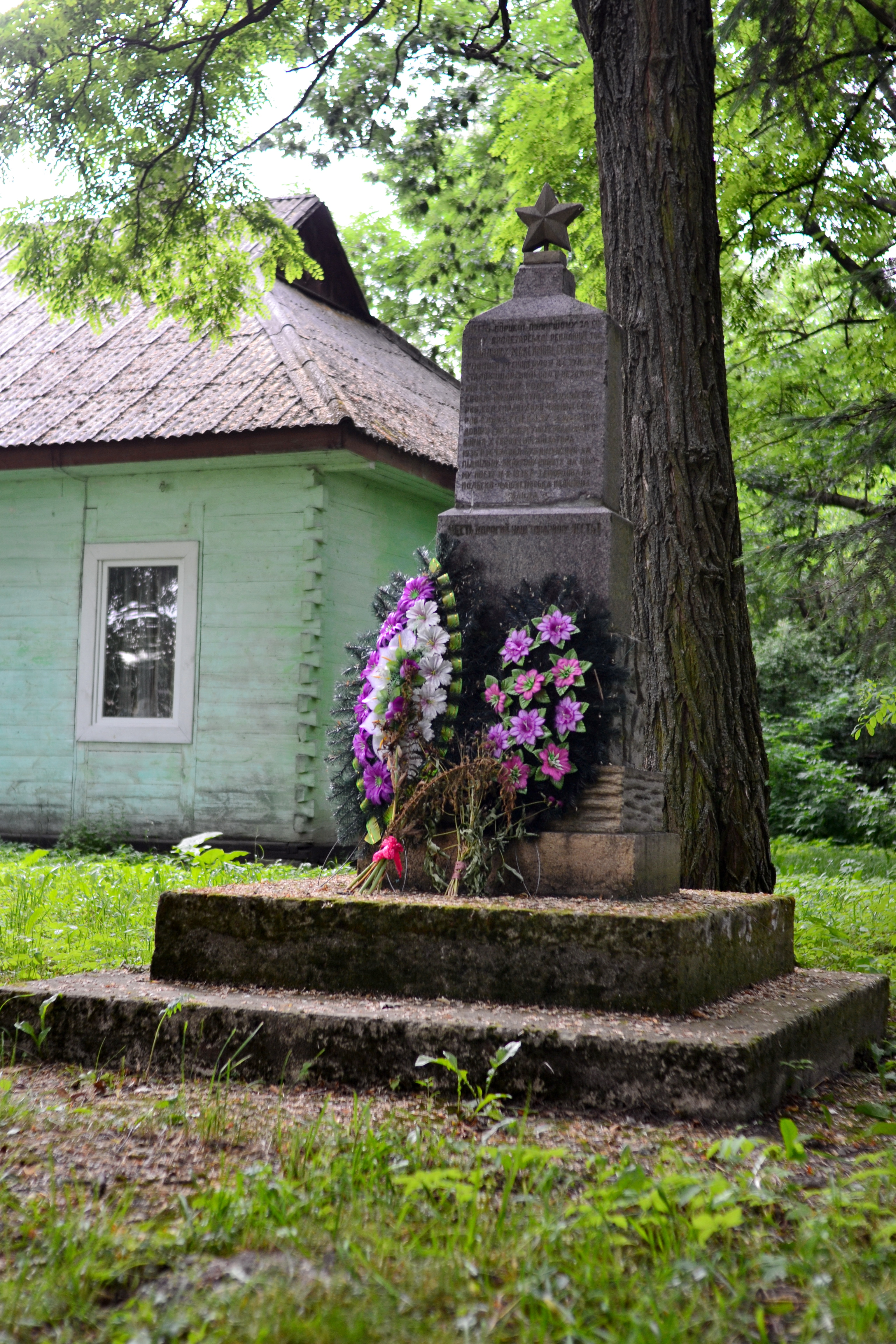
Пам'ятник на честь члена КПЗУ М. С. Солодюка (1959 рік)
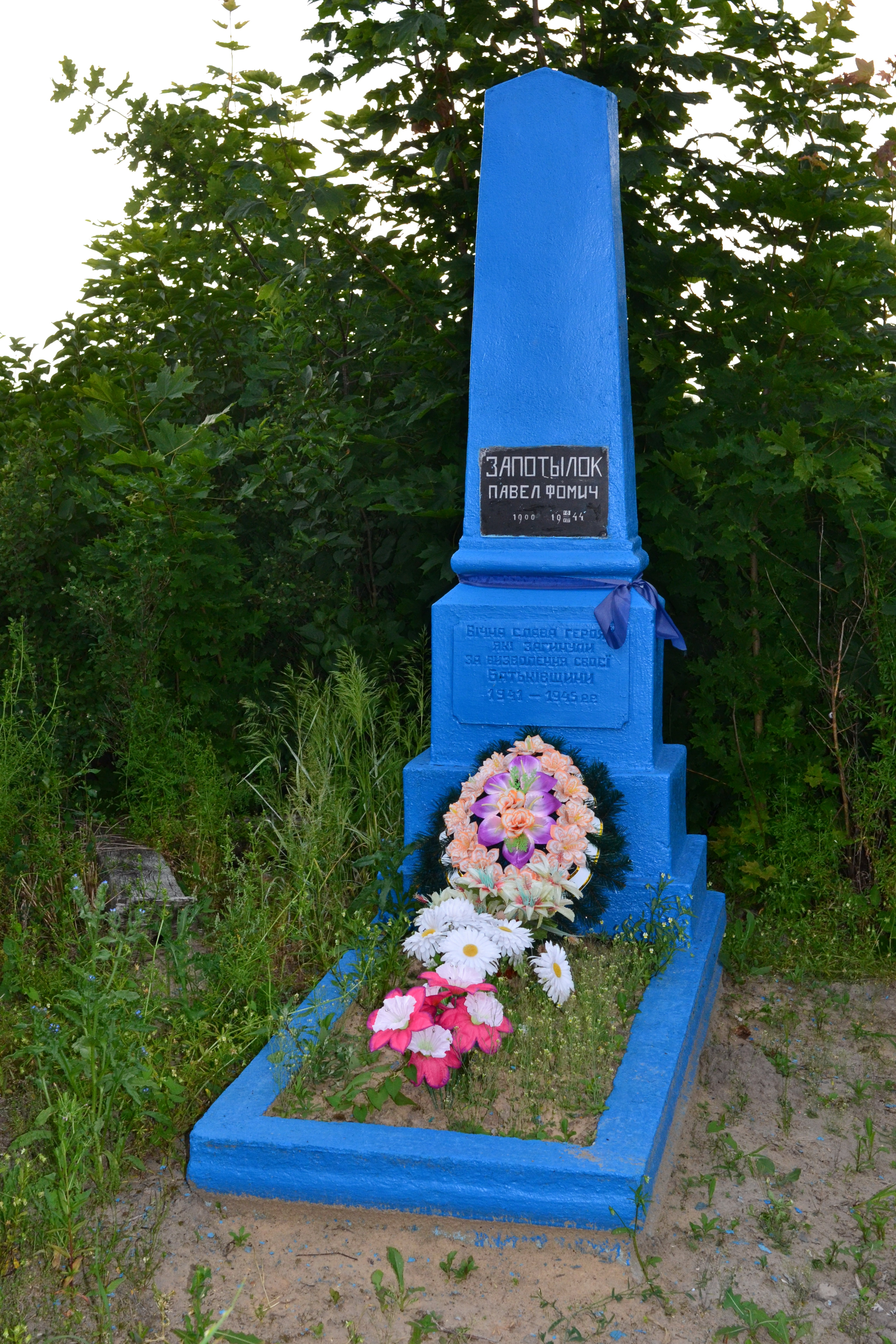
Могила радянського воїна Запотилока П.Ф. (на кладовищі)